# Beech Grove (Kentucky)
Beech Grove – jednostka osadnicza w Stanach Zjednoczonych, w stanie Kentucky, w hrabstwie McLean.